# Prato Sesia
Prato Sesia is een gemeente in de Italiaanse provincie Novara (regio Piëmont) en telt 1961 inwoners (31-12-2004). De oppervlakte bedraagt 12,3 km², de bevolkingsdichtheid is 159 inwoners per km².

## Demografie
Prato Sesia telt ongeveer 806 huishoudens. Het aantal inwoners steeg in de periode 1991-2001 met 0,4% volgens cijfers uit de tienjaarlijkse volkstellingen van ISTAT.
| Jaar | Inwoneraantal |
| ---- | ------------- |
| 1991 | 1928          |
| 2001 | 1936          |

## Geografie
Prato Sesia grenst aan de volgende gemeenten: Boca, Cavallirio, Grignasco, Romagnano Sesia, Serravalle Sesia (VC).
Agrate Conturbia · Ameno · Armeno · Arona · Barengo · Bellinzago Novarese · Biandrate · Boca · Bogogno · Bolzano Novarese · Borgo Ticino · Borgolavezzaro · Borgomanero · Briga Novarese · Briona · Caltignaga · Cameri · Carpignano Sesia · Casalbeltrame · Casaleggio Novara · Casalino · Casalvolone · Castellazzo Novarese · Castelletto sopra Ticino · Cavaglietto · Cavaglio d'Agogna · Cavallirio · Cerano · Colazza · Comignago · Cressa · Cureggio · Divignano · Dormelletto · Fara Novarese · Fontaneto d'Agogna · Galliate · Garbagna Novarese · Gargallo · Gattico · Ghemme · Gozzano · Granozzo con Monticello · Grignasco · Invorio · Landiona · Lesa · Maggiora · Mandello Vitta · Marano Ticino · Massino Visconti · Meina · Mezzomerico · Miasino · Momo · Nebbiuno · Nibbiola · Novara · Oleggio · Oleggio Castello · Orta San Giulio · Paruzzaro · Pella · Pettenasco · Pisano · Pogno · Pombia · Prato Sesia · Recetto · Romagnano Sesia · Romentino · San Maurizio d'Opaglio · San Nazzaro Sesia · San Pietro Mosezzo · Sillavengo · Sizzano · Soriso · Sozzago · Suno · Terdobbiate · Tornaco · Trecate · Vaprio d'Agogna · Varallo Pombia · Veruno · Vespolate · Vicolungo · Vinzaglio
1. ↑  https://demo.istat.it/?l=it.